# محمد چاکیر
محمد چاکیر (انگلیسی: Mohammed Chakir؛ زادهٔ ۲۹ اکتبر ۲۰۰۰) بازیکن فوتبال اهل ایتالیا است.